# Caenotropus labyrinthicus
Caenotropus labyrinthicus är en fiskart som först beskrevs av Kner, 1858.  Caenotropus labyrinthicus ingår i släktet Caenotropus och familjen Chilodontidae. Inga underarter finns listade.